# Тихвинский переулок
Ти́хвинский переу́лок — улица в центре Москвы в Тверском районе между Новослободской и Тихвинской улицами.

## Происхождение названия
Назван по расположению поблизости от Тихвинской улицы, которая, в свою очередь, названа по построенной в 1696 году церкви, главный престол которой был освящён в честь Тихвинской иконы Божией Матери. В 1935 году храм был закрыт и передан для производственных целей Станкоинструментальному институту. В 1992 году он возвращён Церкви и в нём возобновлены регулярные богослужения.

## Описание
Тихвинский переулок начинается от Новослободской улицы напротив Горлова тупика, проходит на северо-восток, слева к нему примыкает 1-й Тихвинский тупик, выходит на Тихвинскую улицу у храма Тихвинской иконы Божьей Матери.

С детства здесь жил писатель Александр Проханов (р. 1938), вспоминавший, что его окна выходили на разрушенную колокольню, вид которой его воспитал: 
...Ее печальные окна и печальные проемы, где должны были висеть колокола, а зияла тьма, и ее кровля, где когда-то был крест, а теперь вместо креста росли крохотные деревца, занесенные туда ветром. ...Эти колокольни, которые стояли по берегам рек, в деревнях, на излучинах, на опушках — все они были разоренные, и все они говорили целиком с народом. Они внушали народу какие-то огромные мысли.
Мысли о величии русской истории, о Господе, о несчастье, которое постигает нашу Родину, и о том, что за эти несчастья не нужно мстить, не нужно ненавидеть, а нужно просто прозревать это.

## Примечательные здания
По нечётной стороне:
- № 3 — школа № 1501;
- № 7, стр. 1 — Доходный дом (1903, архитектор Д. Д. Зверев), сейчас — Пластпромкомбинат;
- № 9, стр. 1 — Фонд поддержки Российского флота; В 1907—1917 годах верхний этаж здания занимала студия русского живописца Петра Ивановича Келина. Здесь обучались Б. Иогансон, В. Маяковский и другие. В доме жил архитектор В. Н. Воейков[3]
- № 11 — жилой дом в стиле модерн начала XX века. Здесь жил поэт и переводчик В. И. Фирсов[4].
- № 11, строение 2 — Здание коммерческого банка «Союзный» (2000—2001, архитектор П. Ю. Андреев);
- № 13, стр. 1 — Храм Тихвинской иконы Божией Матери в Сущёве
- № 15 — Жилой дом. Здесь жил архитектор И. А. Голосов.

По чётной стороне:
- № 10/12 — Жилой дом. Здесь в 1928—1969 годах жил живописец и график Соломон Телингатер[5].
- № 20 — Дом жилой (1894, архитектор С. Н. Фёдоров), сейчас — стоматологическая поликлиника № 33 ЦАО.